# Orang Kaya
Orang Kaya (malaiisch für „reicher“ oder „einflussreicher Mensch“, andere Schreibweisen: Orang Kaja, Orang Kâja, Orangquai, Orangcay, Orangkaij, Orang Caija) ist ein traditioneller Titel im Malaiischen Sprachraum. Aufgrund seiner Verwendung seit mehreren Jahrhunderten und über der großen geographischen Region mit der Malaiischen Halbinsel und dem Malaiischen Archipel bezeichnet der Begriff viele verschiedene Ämter und Positionen.

## Übersicht
Auf den Molukken findet sich der Titel des Orang Kaya sowohl auf den nördlichen Banda-Inseln, als auch in den Südmolukken auf den Leti-Inseln. Die Orang Kaya bildeten hier ursprünglich eine Händler-Oligarchie innerhalb der lokalen Stammesgesellschaften. Daraus ging der Titel für Häuptlinge und von den Kolonialmächten eingesetzte Dorfvorsteher hervor.
Im Westen des Archipels und auf der Malaiischen Halbinsel waren die Orang Kaya in den Sultanaten in royaler Herrschaft unterstellt und stärker in Handelsstrukturen eingebunden. Hier bildeten die Orang Kaya eine eigene gesellschaftliche Klasse. Auch verschiedene Ehrentitel sind mit der Bezeichnung „Orang Kaya“ verbunden.